# Zakręcony piątek (film 2003)
Zakręcony piątek (ang. Freaky Friday) – amerykański film fabularny (komedia) z 2003 w reżyserii Marka Watersa z Lindsay Lohan i Jamie Lee Curtis w rolach głównych. Scenariusz filmu powstał na podstawie książki amerykańskiej autorki Mary Rodgers, wydanej w 1972.

## Opis fabuły
Fabuła filmu oparta jest na magicznym zjawisku zamiany ciał, do którego doszło pod wpływem przeczytania chińskiej przepowiedni. Dorastająca córka i będąca w przededniu ślubu matka (terapeutka-psycholog) muszą się zmierzyć z zabawnymi sytuacjami wynikającymi z zamiany ról. Konflikty matki z córką wygasają, dzięki poznaniu ich istoty „od drugiej strony”. Film kończy się happy-endem - obie wracają do swoich ciał, a szczęśliwa rodzina uczestniczy w uroczystości weselnej.

## Obsada
- Jamie Lee Curtis – Tess Coleman
- Lindsay Lohan – Anna Coleman
- Mark Harmon – Ryan
- Harold Gould – Dziadek
- Chad Michael Murray – Jake
- Stephen Tobolowsky – Elton Bates
- Christina Vidal – Maddie
- Ryan Malgarini – Harry
- Haley Hudson – Peg
- Rosalind Chao – Pei-Pei
- Lucille Soong – matka Pei-Pei
- Willie Garson – Evan
- Dina Waters – Dottie Robertson
- Julie Gonzalo – Stacey

## Ścieżka dźwiękowa
- Lindsay Lohan – Ultimate
- Lindsay Lohan – Take Me Away
- Simple Plan – Happy Together
- Lillix – What I Like About You
- American Hi-Fi – The Art of Losing
- Forty Foot Echo – Brand New Day
- Halo Friendlies – Me vs. the World
- Christina Vidal – Take Me Away
- Chad Michael Murray – …Baby One More Time (Intro)
- Bowling for Soup – …Baby One More Time
- The Donnas – Backstage
- Andrew W.K. – She Is Beautiful
- Diffuser – I Wonder
- Lash – Beauty Queen
- Ashlee Simpson – Just Let Me Cry
- Joey Ramone – What a Wonderful World
- Rolfe Kent – Fortune Cookie?
- The Flaming Lips – Fight Test

## Box office
| Świat | US$ 161,846,332 |